# Phyllobrotica adusta
Phyllobrotica adusta là một loài bọ cánh cứng trong họ Chrysomelidae. Loài này được Creutzer miêu tả khoa học năm 1799.